# سامرست (ویرجینیا)
سامرست (به انگلیسی: Somerset) یک منطقهٔ مسکونی در ایالات متحده آمریکا است که در شهرستان اورنج، ویرجینیا واقع شده‌است. سامرست ۱۳۱٫۰۷ متر بالاتر از سطح دریا واقع شده‌است.